# Reynoldsburg (Ohio)
Reynoldsburg es una ciudad ubicada en el condado de Franklin en el estado estadounidense de Ohio. En el Censo de 2020 tenía una población de 41,076 habitantes y una densidad poblacional de 1.332,33 personas por km².

## Geografía
Reynoldsburg se encuentra ubicada en las coordenadas 39°57′35″N 82°47′44″O / 39.95972, -82.79556. Según la Oficina del Censo de los Estados Unidos, Reynoldsburg tiene una superficie total de 29.11 km², de la cual 28.9 km² corresponden a tierra firme y (0.74%) 0.21 km² es agua.

## Demografía
Según el censo de 2010, había 35893 personas residiendo en Reynoldsburg. La densidad de población era de 1.232,95 hab./km². De los 35893 habitantes, Reynoldsburg estaba compuesto por el 69.68% blancos, el 23.33% eran afroamericanos, el 0.23% eran amerindios, el 1.83% eran asiáticos, el 0.06% eran isleños del Pacífico, el 1.34% eran de otras razas y el 3.54% pertenecían a dos o más razas. Del total de la población el 3.44% eran hispanos o latinos de cualquier raza.